# 浪漫英雄
《浪漫英雄》（日語：エロイカより愛をこめて）是日本漫畫家青池保子創作的日本漫畫作品。於1976年在秋田書店少女漫畫雜誌《別冊Viva Princess》上開始連載，1979年後移至《月刊Princess》上繼續連載，曾在冷戰時期結束後中斷連載八年的時間，連載再開後改為第二部。2008年由《月刊Princess》雜誌移至同社的《Princess GOLD》2009年1月號開始新連載，於2012年完結。單行本全39卷。

## 劇情簡介
本作以北大西洋公約組織（NATO）的情報將校「鐵血克勞斯」克勞斯·海因茲‧豐‧迪姆‧耶貝魯巴哈少佐（以下簡稱少佐）的任務行動，被美術品大盜「浪漫英雄」德利安‧雷德·葛羅利亞伯爵（以下簡稱伯爵）介入造成的騷動為主，形成富有喜劇風格的諜報劇；雖然是少女漫畫，但是因為有著詳細的考察及精緻的畫風，在成年男性中也有不少的支持者存在。本作亦有「魔彈射手」「諜報員-Z-」等，完全排除喜劇要素的嚴肅衍生作品。
連載初期，風格類似於青池的成名作「夏娃之子」，主角們是各有特色具有超能力的三人組，而以其中16歲的少女秀佳‧布朗視點，帶有各式猥雜的搞笑、以少女漫畫的手法開始連載；但由No.2「鐵血克勞斯」篇初登場的少佐硬派風格影響下，主角就這樣換了人，而內容也變成描寫東西方冷戰時期的諜報作品。與蘇聯國家安全委員會（KGB）的情報戰終結之後的1990年代，故事變成與舊KGB聯手打擊恐怖活動，與在此兩大勢力之下鍥而不捨的竊取美術品的伯爵引起的事端為故事中心。
1986年的No.14「皇帝圓舞曲」為分水嶺，直到1995年連載中止了數年，而在這段時間青池受到中世紀歐洲的吸引，以及本作無法再以「西方對東方」這樣簡單的主軸構成，成為本作連載再開時的瓶頸，為此，連載再開時起用了軍事評論家岡部いさく作為本作的劇本監督。

## 登場人物

### 主要人物
德利安‧雷德‧葛羅利亞伯爵，怪盜「浪漫英雄」(Earl Dorian Red Gloria a.k.a. Eroica）
世界級通緝犯的美術品大盜，擁有金色長捲髮的英國美青年，一般對外是以有著豐富的中世紀歐洲美術知識的貴族美術品收藏家活躍著。主要居所在倫敦。是個男色家。因為耶貝魯巴哈家傳的肖像畫「穿紫色衣服的男人」而跟少佐對立，原本兩人互看不順眼，但之後伯爵被少佐的美感而吸引，變成追逐著少佐行動。有時候他的作為是妨礙少佐的任務，但也有因為利害關係一致而合作的紀錄。初期雖然有數十人的部下，但隨著故事發展只剩下了波納姆以及詹姆士，中盤之後更是因為詹姆士的行徑常常只和波納姆一同行動。
設定是海賊的子孫，其祖先即是青池在1977年的作品「七海星空（七つの海七つの空）」的主角盧米納斯‧雷德‧貝尼迪克特，「身為海賊的祖先有功而受封爵位」的發言看來，被授與爵位的應該是盧米納斯。
口頭禪是「Good luck!」「獻上浪漫英雄的愛（from Eroica with love)」「我是專家」。原型是英國搖滾樂團齊柏林飛船的主唱Robert Plant。
克勞斯·海因茲‧豐‧迪姆‧耶貝魯巴哈少佐，鐵血克勞斯(Major, Klaus Heinz von dem Eberbach）
NATO情報部的少佐，黑髮高大的硬派德國人，是非常有能力的情報將校之故，被東西兩方稱為「鐵血克勞斯」。哈布斯堡家族的末代子孫，與管家和眾僕人住在波昂近郊祖先家傳的城堡裡。是「七海星空」裡與主角盧米納斯‧雷德‧貝尼迪克特對立的敵方角色泰利安‧帕西蒙（「穿紫色衣服的男人」畫中的男子）、「Alcázar-王城-(アルカサル-王城-)」的主角佩特羅一世的子孫。
執行任務時非常嚴謹，無能的部下則是毫不留情的被調到阿拉斯加分部作為處分。「微笑的樞機主教」後，26人的部下中25人（部下Z除外）被送到阿拉斯加。因為視任務如命，一切其他的俗事毫不關心，雖然擁有極高人氣但堅持單身。認為不時出沒在身邊的伯爵是「輕浮的自戀狂」而極端討厭他外，也曾利用伯爵竊盜的能力達成任務，對伯爵的能力有一定的評價。近年的連載裡少佐對於伯爵的忍耐力越發提升，除了經常藉伯爵（或他的手下）的力量達成任務外，甚至答應伯爵的請求為伯爵的城堡進行大掃除，但似乎還是對與伯爵用電話直接通話相當在意（和部下A借來的手機與伯爵和波羅波龍帝通話後，說手機被同性戀和幫派污染要部下A丟掉換支新的）。
是個美術白痴，即使是看到有名如蒙娜麗莎的複製畫，也只覺得是「肥胖老女人的畫」，但擁有著獨特的美意識，熱愛戰車，尤其是豹形戰車的鋼鐵質感。除非迫不得已，絕對不使用西德以外的地方製造的產品。喜歡的東西是炸薯條跟雀巢的金牌咖啡。
濫用經費和虐待部下的行徑讓上司非常困擾，雖然是極有能力的人才，但是卻升遷的相當慢而被譏笑是「萬年少佐」。但在番外篇裡有一度調回戰車部隊，同時升為中佐的事件。
西薩‧加百列、秀佳‧布朗、羅伯特‧索利頓
原本設定為本作的主人公，擁有超能力的英國三人組。其中身為美少年的西薩因為成為伯爵的追求對象，而被伯爵吸引；在之後雖然想保持原本三人為伯爵的好敵手的設定，但被之後登場的少佐的人氣打敗而作罷，在「阿契里斯最後的戰役」一話之後，與同時登場的國際刑警塔拉歐‧邦奈一起從本系列作中消失。

### 伯爵的部下
詹姆士
伯爵的部下兼會計師，對過著小氣兼貧乏的生活充滿快感的怪人。初期時是以跟從伯爵的俊男之一身份登場，有點吝嗇傾向的普通會計師，但是隨著連載越發強調他吝嗇及不潔等不良的習性；加上喜歡穿著有補丁的衣服，喜歡腐敗的蔬果、骯髒有霉味的牢獄等充滿貧乏感的物品的性格，甚至變成擁有可以嗅出金錢的味道、吞進去的東西可以以意志吐出來、率領大批的老鼠或野貓等非人類的能力的角色。少佐和伯爵身邊的人常叫他是「守財奴」「外星人」，在KGB間則有「西方第一的吝嗇鬼」的稱呼。
長相、命名的原型是齊柏林飛船的吉他手Jimmy Page，James是Jimmy的正式稱呼。會設定成守財奴的個性是因為傳聞Jimmy Page相當吝嗇的關係。
波納姆
伯爵的部下的代表，留著磨菇頭及小鬍子的溫厚中年人，經常被夾在伯爵沒條理的行動以及詹姆士強制性的低預算的兩難之中，對於有同樣苦勞的部下A互有同是天涯淪落人的理解，也因此成為E-mail筆友。其實力也被少佐認可，常常勸誘他到NATO工作，實際上伯爵也曾經提出以部下Z來交換的提案。對機械方面及駕駛技術相當高明，也曾接到少佐的管家希望他修理電器的請求，與少佐身邊的人們多半有著良好的關係。是在充滿了怪胎的本作中稀少的正常人。命名跟外型來自齊柏林飛船的鼓手John Bonham。
約翰・保羅・瓊斯

### NATO情報部
- 耶貝魯巴哈少佐的部下，以英文字母的代號（用德文發音）相稱，一般為26人。除了主要的幾人外其他部下常由助手擔綱作畫，因此會因為案件而改變容貌，幾乎都以金髮登場。初期設定因為不是固定登場人物的關係，所以怕麻煩就把全員代號設成英文字母，因此A跟B的容貌在初期是相反的。在此之後因為少佐的活躍，部下A等人也成為固定登場的角色。現在對於把部下代號設定為字母的理由也有「因為這樣可以很方便的一眼就知道部下的順序」。冷戰前後，部下C、D、E的容貌有所改變。

部下A（アー）
少佐的部下代表、經常是代表部下全員被少佐斥責的角色，有著正直又溫厚的人品，身高不高兼娃娃臉。因為和伯爵的部下波納姆對彼此的處境有同感，因此還是E-mail筆友。在「微笑的樞機主教」篇裡的失誤導致一度被送到阿拉斯加，但回到波昂後再度成為部下的代表，受到少佐的信賴。有個美麗的妻子，內心深處害怕著少佐橫刀奪愛。
部下B（ベー）
與部下A常組成一對的部下之一，與極認真的A相反，是個樂天派。圓臉而有近乎黑人頭的捲髮。有什麼都喜歡往食物方面考慮的傾向而身材也趨近圓胖。某段時期常有跑去廁所而讓跟蹤的敵人逃走的過失。雖然會暗地說不管敵我雙方的人的壞話的習慣，但是他明快單純的發想也曾幫助過少佐。已婚者，至少有一個孩子。
部下C（ツェー）
部下D（デー）
部下E（エー）
隨身攜帶封面寫著「MEMO E」的筆記本，用來記錄要報告的事宜。
部下G（ゲー）
「夏娃之子」的外傳「GOOD COMPANY」裡登場之際，因為少佐強制要他為了任務而女裝開始變成有女裝癖，從那之後開始有同性戀傾向，不時對少佐和伯爵送秋波。「為了少佐而化妝」過頭、經常補妝的結果變成了超濃妝，但也常利用這樣的容姿裝成女性執行任務。「同性戀（GAY）」的設定是來自於德語的G發音同GAY。
部下Z（ツェット）
身為英文字母中最後的字母，永遠的新人。金髮而美形的高大青年，伯爵及情報部長對他抱持著好感。是新人也同時是非常認真且有才能的情報部員，少佐對他特別的信賴。「微笑的樞機主教」篇裡，所有部下都被送往阿拉斯加之際，只有他一個人留在少佐身邊。生於德國漢諾瓦，有一個姊姊，大概就是因為如此，有被年長的女性喜歡的傾向。在本作中是人氣相當高的角色，有自己擔當主人公的作品「諜報員Z」。
情報部長
部長秘書
財務部長、人事部長
高德福里特‧羅德
慕克少佐

### SVR/KGB
小熊米契爾
元蘇聯・現俄羅斯的強悍情報員。代號來自於1980年莫斯科奧運會的吉祥物。與可愛的代號不相稱的強硬派、充滿稜角的身體線條、光頭和墨鏡成為他的正字標記。是在1952年夏季奧林匹克運動會得到拳擊金牌的得主。冷戰時代時為少佐的宿敵，冷戰後雖然有共同執行任務的機會但是兩人依舊爭執不斷。
為達成任務不擇手段，「哈利路亞特快車」篇裡為了殺害少佐甚至可以將自己及其他乘客乘坐的列車炸毀。因為跟少佐的對立造成任務失敗數次，因此曾有一度被送至西伯利亞勞改。因為此事對少佐的私怨更加強烈，第七封印篇裡還對少佐丟擲手榴彈，讓少佐重傷住院。希望能有一天能俘虜少佐至莫斯科見識其引以為傲的紅色廣場，但在冷戰終結後重新連載的第一篇裡，出現了象徵冷戰終結的少佐站在紅色廣場的畫面。
北極熊
蓄著銀灰色的頭髮和鬍鬚，成熟的中年人。與米契爾兩人不論是在工作還是私人方面都有深厚的交情，常幫米契爾處理部下的活動以及私人的委託等等。冷戰時代是蘇聯大使館二等書記官。
在作品中比米契爾還早登場，初次出現在No.5的「戲劇化的春天」；此回登場時的形象如同代號北極熊一樣，是個矮胖且和少佐鬥嘴的角色，但到了「玻璃箭靶」篇再登場時形象已經變成有著紳士風度的情報人員。
和特立獨行視任務如命的米契爾比起來，他對於處理俗事方面的手腕也相當有一套，是少數在米契爾和少佐兩人共處時險惡的氣氛下也可以保持冷靜的人物，有時候還會站在兩人之間扮演仲裁者的角色。
紅狐
駐羅馬KGB部員，於「哈利路亞特快車」篇僅有代號出現，在之後的「微笑的樞機主教」正式登場。與米契爾及北極熊等人有著頻繁聯繫的老手情報員。代號的「紅狐」是來自東洋水產的杯麵。
海克利斯
「第七封印」篇登場。本名帕布羅斯‧卡桑薩奇斯。雅典海運社長、擁有專業足球俱樂部的大富豪表象之下，其實是個情報員，以其豐厚的資產受到KGB的重用。愛好享樂，經常帶著朵拉和克麗歐這兩個愛人隨侍身旁。
明がらす
「微笑的樞機主教」篇登場。小熊米契爾的愛徒，雖然展現了綁架少佐26個部下的高明手腕，但還是敗在少佐和伯爵之下。
瑪麗亞・泰瑞莎
「皇帝圓舞曲」篇登場。本名是伊莉莎白‧修德爾茲。潛伏於奧地利維也納的KGB女間諜。為了完成一生僅有一次的任務而扮演美術商夫人的身份三十年以上。狡詐如狐，把少佐、伯爵和CIA都當作利用的對象來實行自己的任務。
銀色極光
「九月的七日間」篇登場，挾持取得魯畢央卡報告書的少佐所乘的飛機偽裝成一般的劫機事件，企圖綁架少佐至蘇聯。
萊茵夕陽（萊茵夕照）
於「微笑的樞機主教」篇出場，年事已高的KGB老探員，假裝成普通的觀光客以牽制少佐，不僅馬上被識破，還被少佐耍的團團轉。
綠狸貓
於「特休令」中登場的KGB，因為認為少佐正在執行機密任務而窮追不捨，但是在少佐完全不知情的狀況下慘敗，對於自己的失敗只會歸因為「不愧是鐵血克勞斯」，於是被送到西伯利亞。代號的理由是因為有「紅狐（赤いきつね）」所以當然也有「綠狸貓（緑のたぬき）」。（兩個都是東洋水產的杯麵商品名）
安德雷‧戴姆欽可
「帕里斯的審判」篇登場。表面上是貿易公司及保全公司經營者的原KGB實業家，但實際上是俄國黑手黨。KGB時代是施設管理部長兼管理納粹的「掠奪美術品」，冷戰後利用此特權販買贗畫賺取暴利。典型的貪官而被米契爾稱「舊KGB裡最為惡劣的男人」。KGB現役時代與米契爾和北極熊互相對立。
大鴉
「拜占庭迷宮」篇登場。本名是亞雷克謝‧薩波欽。以土耳其為中心負責恐怖活動的原KGB幹員。在本作裡被描寫為1981年5月的羅馬教皇約翰保祿二世的暗殺未遂事件主使者，在那次失敗後，為了恢復名譽而打算進行破壞阿塔圖爾克水壩的工作，但因蘇聯的崩壞而放棄。偽裝成自殺而潛伏於土耳其各地。
米契爾的部下
俄國版的「部下A-Z」。能力也跟少佐的部下們差不多因此也常常成為米契爾的煩惱根源。初期還有像「托爾斯泰」「屠格涅夫」「高爾基」等有代號的部下。冷戰期間多半以著風衣戴墨鏡手持報紙、刻板印象的間諜形象出現，冷戰後雖然依舊戴著墨鏡，但打扮較為一般的行動。冷戰後因為財政緊縮而苦於低預算的諜報活動。雖然上司互為宿敵，但與少佐的部下們的互動多半是友好的。
其他的同志
奧地利因斯布魯克在住的「馴鹿」、住在維也納的「海豹」等人。

### 美國中央情報局(CIA)
迪克・古蘭德
「皇帝圓舞曲」篇登場，直接衝動妄自尊大的美國人。不論青紅皂白的亂攻擊人而被各國情報機關封為「火爆浪子迪克」（此譯名為官方中文翻譯，原文是ごり押しディック，指他一意孤行又強迫別人接受自己的意見）。老是認為少佐的行動是在妨礙CIA的任務而與少佐對立。激動的時候會整個人全身上下都是汗，讓人覺得充滿壓迫燥熱感的男人。
喬伊
總是口無遮攔的把腦袋裡單純而淺薄的推論講出來，承受迪克怒吼的影薄角色，迪克的下屬。
梅特魯尼希
以古董美術品商的身份潛入維也納數十年的諜報員。本名卡爾‧修德魯茲。對於妻子伊莉莎白其實是KGB的間諜「瑪麗亞‧特瑞莎」的事直到最後還是一無所悉。

### SIS
查爾斯・勞倫斯
模仿詹姆斯·龐德的舉止的樂天英國情報員，官階為上尉。在「玻璃箭靶」篇登場，最初只是有自戀傾向的無能情報員，但後來將他喜歡祭典的性格擴大，演變成為了派對或玩樂而在少佐及伯爵身邊出沒。單方面的認定少佐為其「盟友」，但少佐當然不承認有此事。Mr.L給予他的評價是「算是挺有用的男人」不過以情報員身份活躍的場面連一次也沒有。對於藝術品只有「是不是裸體」的分別，如果說得出作畫者那一定是錯的（Ex: 把畢卡索說成林布蘭）。做出超乎伯爵理解範圍的行動及發言。登場時的特定動作是輕輕「哼」一聲且擺出一副憂鬱的表情。
Mr.L
勞倫斯的上司、比NATO情報部長體積更為寬廣的巨漢。從年輕時代開始就是情報部長的好友。溺愛孫女梅琳達（7歲），計畫把少佐跟自己的孫女送做堆；不過除此之外算是個正常人。

### DGSE
Q（Quatre）
本名是路易‧山德里耶，留著半邊長瀏海的清秀男子。代號Q並非字母，而是法文的「Quatre（數字4之意）」的略稱，由來是情報部第四號情報員。「特洛伊木馬」篇初登場，而在「凱爾特螺旋」篇再度出場。擁有原法國外籍兵團的指揮官的經歷。與情報部作戰次長同等的愛國且有著連少佐都認同的能力。但因為徹底實行任務的冷酷個性、一匹狼的行度方式，造成同僚也不喜歡他，並戲稱他「自我築巢」。食物只吃像蘇打餅和蘋果之類的東西。
尚・弗蘭索瓦・德・福里納克
法國情報部作戰次長，於「特洛伊木馬」篇登場。即使在睡覺時也會唱「馬賽進行曲」（法國國歌）程度的高盧主義者、高傲自大的男人。極度討厭煙味。非常厭惡德國及NATO，因此發動「特洛伊木馬」計畫，導致失去德國的信用。有著叫法蘭索瓦茲的情婦。

### 中国文化局
李劍光
「熊貓的迷宮」篇登場，與部下黃文一起為了自身利益而行動。對民間老百姓在高速公路上丟擲手榴彈等作法讓少佐非常驚愕。有親戚在中國共產黨擔任幹部。外見的原型為松田優作。
黄文
李劍光的部下，木村拓哉風的黑髮美青年。長於拷問及武術，但也有搞不清狀況的新手般的一面。被伯爵看上而被追著跑。

### 其他角色
耶貝魯巴哈家管家
本名是康拉德・辛克爾，從少佐父親那代就擔任耶貝魯巴哈家的管家。為了少佐不惜犧牲生命的熱血管家，雖然常常被少佐要求的雜事搞的一頭霧水，但依舊希望少佐有空可以待在家裡。曾經被伯爵用小刀抵住脖子脅迫過，可是之後在情報部長的生日派對時又聽從伯爵的請求用耶貝魯巴哈家為場地慶祝、請波納姆修理電器，毫不介意的與伯爵一行人建立良好關係。頂上毛髮稀薄，被少佐稱「禿頭」。喜歡少佐小時候憧憬的修女德蕾莎。在非常早期時有另一人的管家及其他女僕的存在，但是後期通常只有管家一人在耶貝魯巴哈家執務。
尚・瑪麗亞・波羅波龍帝
巴克查爾父子
沙利姆・阿拉・沙巴哈
鬍子男
少佐的父親
法蘭克・朱利安尼
瑪麗・安東尼
「皇帝圓舞曲」篇登場的新人諜報員。本名克莉絲妲・肯德魯。接近來到維也納的少佐，而被KGB誤認為「瑪麗亞・泰瑞莎」。原型是黛安娜王妃。
伊蕾妮
薩菲爾
蜜蕾奴
「凱爾特螺旋」篇登場。瀆職EU議員拉羅克的妻子，本身也是資產家。是凱爾特文化狂熱者，於自費出版的凱爾特文化介紹影片中起用伯爵為主角；但經常濫用資助人的特權逼迫工作人員滿足其追星妄想。在之後的番外篇還抓了少佐來參與拍攝，更後來的番外篇裡還以日本帥哥畫家的贊助者身份活躍。在女性角色異常稀少的本作中，相當稀有的充滿影響力的女性角色。另外在丈夫因為瀆職而被逮捕後，與丈夫劃清界線並要求離婚贍養費，使自己提升成更有力的資產家。

## 出版書籍
| 卷数 | 秋田書店       | 秋田書店               |
| 卷数 | 發售日期       | ISBN                   |
| ---- | -------------- | ---------------------- |
| 1    | 1978年9月8日   | ISBN 978-4-253-07109-3 |
| 2    | 1980年4月15日  | ISBN 978-4-253-07110-9 |
| 3    | 1980年12月19日 | ISBN 978-4-253-07111-6 |
| 4    | 1981年4月28日  | ISBN 978-4-253-07112-3 |
| 5    | 1981年10月2日  | ISBN 978-4-253-07113-0 |
| 6    | 1982年2月3日   | ISBN 978-4-253-07114-7 |
| 7    | 1982年6月5日   | ISBN 978-4-253-07115-4 |
| 8    | 1982年9月18日  | ISBN 978-4-253-07116-1 |
| 9    | 1982年12月3日  | ISBN 978-4-253-07117-8 |
| 10   | 1983年4月1日   | ISBN 978-4-253-07118-5 |
| 11   | 1983年9月2日   | ISBN 978-4-253-07119-2 |
| 12   | 1984年10月4日  | ISBN 978-4-253-07120-8 |
| 13   | 1985年4月30日  | ISBN 978-4-253-07121-5 |
| 14   | 1985年9月2日   | ISBN 978-4-253-07122-2 |
| 15   | 1986年9月1日   | ISBN 978-4-253-07123-9 |
| 16   | 1987年4月2日   | ISBN 978-4-253-07124-6 |
| 17   | 1987年10月2日  | ISBN 978-4-253-07125-3 |
| 18   | 1988年7月7日   | ISBN 978-4-253-07126-0 |
| 19   | 1988年10月31日 | ISBN 978-4-253-07127-7 |
| 20   | 1996年7月26日  | ISBN 978-4-253-07128-4 |
| 21   | 1997年3月14日  | ISBN 978-4-253-07129-1 |
| 22   | 1997年10月24日 | ISBN 978-4-253-07130-7 |
| 23   | 1998年5月22日  | ISBN 978-4-253-07131-4 |
| 24   | 1998年12月21日 | ISBN 978-4-253-07132-1 |
| 25   | 1999年6月18日  | ISBN 978-4-253-07460-5 |
| 26   | 2000年9月21日  | ISBN 978-4-253-07461-2 |
| 27   | 2001年12月24日 | ISBN 978-4-253-07462-9 |
| 28   | 2003年3月13日  | ISBN 978-4-253-07477-3 |
| 29   | 2003年11月20日 | ISBN 978-4-253-07480-3 |
| 30   | 2004年4月22日  | ISBN 978-4-253-07481-0 |
| 31   | 2005年2月16日  | ISBN 978-4-253-19451-8 |
| 32   | 2005年9月16日  | ISBN 978-4-253-19452-5 |
| 33   | 2006年6月16日  | ISBN 978-4-253-19453-2 |
| 34   | 2006年12月15日 | ISBN 978-4-253-19454-9 |
| 35   | 2009年6月16日  | ISBN 978-4-253-19455-6 |
| 36   | 2010年2月16日  | ISBN 978-4-253-19456-3 |
| 37   | 2010年12月16日 | ISBN 978-4-253-19457-0 |
| 38   | 2011年8月16日  | ISBN 978-4-253-19458-7 |
| 39   | 2012年8月16日  | ISBN 978-4-253-19459-4 |

- 浪漫英雄 35週年紀念書

| 卷数 | 秋田書店      | 秋田書店               |
| 卷数 | 發售日期      | ISBN                   |
| ---- | ------------- | ---------------------- |
| 全   | 2012年9月14日 | ISBN 978-4-253-10297-1 |

## 廣播劇CD
於1982年由日本古倫美亞音樂娛樂發行包含水木一郎演唱的主題曲及廣播劇的唱片。

### 聲優
- 伯爵：野沢那智
- 少佐：中田浩二
- 詹姆士：古川登志夫
- Z：森功至
- 小熊米契爾：森山周一郎

### 收錄內容
1. おかしなやつら全員集合
2. ロマンティックアゲイン
  - 作詞：山川啓介、作曲：大野雄二、歌：水木一郎
  - 水木一郎靠這首歌獲得了古倫美亞金唱片賞以及金LP唱片賞。
3. エロイカより愛をこめて
4. 鋼鉄の男
5. 憎いあんちくしょう!
6. シークレットエージェント
7. おれとお前
  - 作詞：山川啓介、作曲：大野雄二、歌：水木一郎
8. エロイカvs少佐 Part1
9. エロイカvs少佐 Part2
10. 背中にグッド・ラック
  - 作詞：山川啓介、作曲：大野雄二、歌：水木一郎

## 迴響

### 評價
因本作的極高人氣，1970年代後半至1980年代，日本當地大學修習德語的學生極遽增加；此外，偶然與少佐同名的德國Eberbach市因為許多日本觀光客造訪，因此官方承認青池保子對於Eberbach市的觀光業有極大貢獻，1990年頒發名譽獎及市章代表的野豬雕像給青池保子。Eberbach市的日文觀光手冊也使用穿著休閒服飾的少佐做為封面。
2003年德國聯邦國防軍雜誌上，以兩頁介紹了本作品，以現在的德國軍人為主的娛樂作品相當稀少，且在日本有著廣大人氣的作品的理由，在軍方得到了相當好的回響，只是，許多軍人在看到少佐時都表示「頭髮太長了」。另外2004年發表的番外篇「心理實驗Project S」裡登場的Frankfurt大學，也因為在本作中出現的理由，將連載本篇的Princess月刊7、8月號致贈給Frankfurt大學，並保存於Frankfurt工藝博物館。

### 媒體介紹
- NHK 『BSマンガ夜話』1998年8月26日放送
- NHK 『The!少女マンガ - 作者が語る名作の秘密』2005年1月26日放送